# ديبيان (كيبك)
ديبيان (بالإنجليزية: Desbiens, Quebec)‏ هي بلدية محلية في كيبيك تقع في كندا في Lac-Saint-Jean-Est Regional County Municipality.  يقدر عدد سكانها بـ 1,053 نسمة ومساحتها 10.90 كم2 .